# 米泽里约
米泽里约（法語：Mizérieux，法語發音：[mizeʁjø]）是法国卢瓦尔省的一个市镇，属于蒙布里松区。

## 地理
米泽里约（45°47'42"N, 4°9'54"E）面积7.01 平方千米，位于法国奥弗涅-罗讷-阿尔卑斯大区卢瓦尔省，该省份为法国中南部省份，北起顺时针与索恩-卢瓦尔省、罗讷省、伊泽尔省、阿尔代什省、上盧瓦爾省、多姆山省和阿列省接壤。
与米泽里约接壤的市镇（或旧市镇、城区）包括：克莱佩、埃佩尔雪圣保罗、内尔维约、圣富瓦-圣叙尔皮斯。

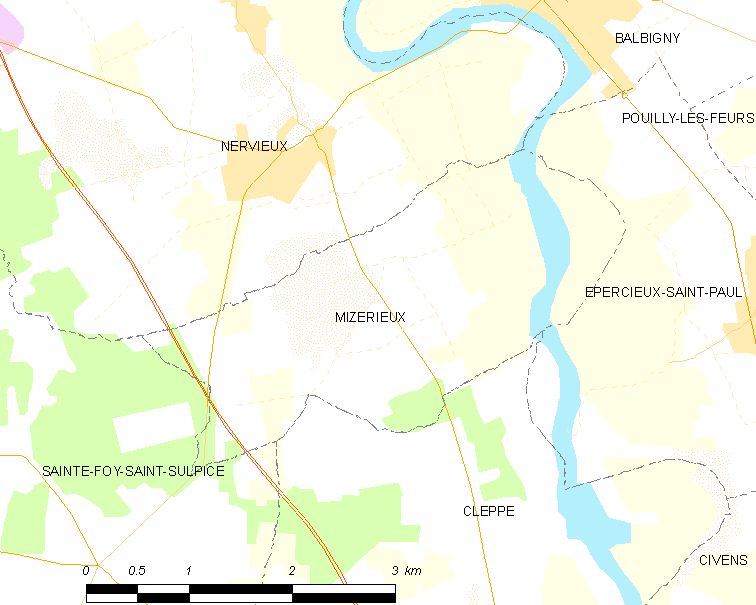
米泽里约的OSM定位图

米泽里约的时区为UTC+01:00、UTC+02:00（夏令时）。

## 行政
米泽里约的邮政编码为42110，INSEE市镇编码为42143。

## 政治
米泽里约所属的省级选区为弗尔县。

## 人口

1962-2008年间米泽里约人口变化图示

米泽里约于2022年1月1日时的人口数量为537人。